# ティノーラ
ティノーラ(Tinola)は、通常白飯とともに主菜として提供されるフィリピンのスープである。伝統的に、鶏肉や魚、櫛切りのパパイヤ、シリン・ラブヨ（トウガラシ）の葉を、ショウガ、タマネギ、魚醤で味付けしたブイヨンで煮込んで作る。

## バラエティ
鶏肉の代わりに魚や魚介、豚肉を用いることもある。グリーンパパイヤの代わりにハヤトウリやヒョウタンを用いることもある。また、トウガラシの葉に加え、チンゲンサイ、ホウレンソウ、ワサビノキの葉やカラシナ等の他の葉菜類を用いることもある。その他、ジャガイモやトマトを加えることもある。

## 文化的重要性
この料理に関する最初期の言及の1つは、ホセ・リサ―ルの処女小説『ノリ・メ・タンヘレ』の中で、カピタン・チアゴがヨーロッパから到着したクリソトモ・イバラにこれを提供している。彼は鶏の肝臓と砂嚢を与えられ、一方、腐敗したスペインの修道士Padre Damasoには、鶏肉の最も好まれない部位と考えられている首肉と手羽が与えられた。

## 類似の料理
ビナコルやギナタアン・マノックとよく似ているが、これらは各々、ココナッツジュースとココナッツミルクを用いる点が異なっている。イロカノ族のw:Lauyaも類似料理であるが、Lauyaは、豚肉や牛肉のシンタマが好まれる。
また、w:Sinabawang gulayは、「野菜スープ」という意味で、ワサビノキの葉と様々な野菜から作る。